# Смит, Тайлер (баскетболист, 2004)
Тайлер Смит (англ. Tyler Smith; род. 2 ноября 2004, Новый Орлеан, Луизиана) — американский профессиональный баскетболист клуба НБА «Милуоки Бакс».

## Ранние годы и карьера в школе
Смит родился в Новом Орлеане, штат Луизиана, и переехал с семьей в Хьюстон, штат Техас, после воздействия урагана «Катрина» в 2005 году. Смит учился в средней школе имени Джорджа Буша.
Смит был пятизвездочным новобранцем и одним из лучших игроков в классе 2023 года, занимая 8-е место по версии ESPN, 15-е место по версии 247 и 18-е место по версии Rivals, прежде чем покинул школу для поступления в OTE. У него были предложения от «Канзаса», «Бэйлора», «Техаса», «Флорида Стэйт», Оклахомы, «Мемфиса» и ЛСЮ.

## Профессиональная карьера

### Овертайм Элит (2021—2023)
Смит решил не начинать студенческую карьеру и 22 августа 2021 года подписал двухлетний контракт с «Овертайм Элит», новой профессиональной лигой из Атланты с игроками в возрасте от 16 до 20 лет. Во втором сезоне он играл за команду «Колд Хёртс» и был включен во вторую сборную OTE, набирая в среднем 15,7 очков, 8 подборов, 1,9 перехватов и 1,3 блок-шота за игру.

### «Джи-Лига НБА Игнайт»
30 июня 2023 года Смит подписал контракт с Джи-Лига НБА Игнайт.

### Милуоки Бакс/Висконсин Херд (2024—настоящее время)
Смит был выбран под 33-м номером командой «Милуоки Бакс» на драфте НБА 2024 года. 5 июля он подписал с «Милуоки» контракт.
Смит дебютировал в НБА 23 октября 2024 года в победном матче против «Филадельфия Севенти Сиксерс» (124:109).
17 декабря Смит завоевал свою первую награду НБА, сыграв на последних минутах финального матча Кубка НБА 2024 года против «Оклахома-Сити Тандер», в котором его команда одержала победу со счетом 97:81.
В течение своего дебютного сезона он несколько раз был вызван в фарм-клуб «Висконсин Херд».

## Статистика

### Статистика в НБА
| Сезон                                                                                    | Команда | Регулярный сезон | Регулярный сезон | Регулярный сезон | Регулярный сезон | Регулярный сезон | Регулярный сезон | Регулярный сезон | Регулярный сезон | Регулярный сезон | Регулярный сезон | Регулярный сезон | Серия плей-офф | Серия плей-офф | Серия плей-офф | Серия плей-офф | Серия плей-офф | Серия плей-офф | Серия плей-офф | Серия плей-офф | Серия плей-офф | Серия плей-офф | Серия плей-офф |
| Сезон                                                                                    | Команда | GP               | GS               | MPG              | FG%              | 3P%              | FT%              | RPG              | APG              | SPG              | BPG              | PPG              | GP             | GS             | MPG            | FG%            | 3P%            | FT%            | RPG            | APG            | SPG            | BPG            | PPG            |
| ---------------------------------------------------------------------------------------- | ------- | ---------------- | ---------------- | ---------------- | ---------------- | ---------------- | ---------------- | ---------------- | ---------------- | ---------------- | ---------------- | ---------------- | -------------- | -------------- | -------------- | -------------- | -------------- | -------------- | -------------- | -------------- | -------------- | -------------- | -------------- |
| 2024/25                                                                                  | Милуоки | 23               | 0                | 5,3              | 48,0             | 43,3             | 75,0             | 1,1              | 0,2              | 0,1              | 0,2              | 2,9              | Не участвовал  | Не участвовал  | Не участвовал  | Не участвовал  | Не участвовал  | Не участвовал  | Не участвовал  | Не участвовал  | Не участвовал  | Не участвовал  | Не участвовал  |
|                                                                                          | Всего   | 23               | 0                | 5,3              | 48,0             | 43,3             | 75,0             | 1,1              | 0,2              | 0,1              | 0,2              | 2,9              | Не участвовал  | Не участвовал  | Не участвовал  | Не участвовал  | Не участвовал  | Не участвовал  | Не участвовал  | Не участвовал  | Не участвовал  | Не участвовал  | Не участвовал  |
| Наведите курсор мыши на аббревиатуры в заголовке таблицы, чтобы прочесть их расшифровку. |         |                  |                  |                  |                  |                  |                  |                  |                  |                  |                  |                  |                |                |                |                |                |                |                |                |                |                |                |